# Spiegelbild (Album)
Spiegelbild ist das vierte Studioalbum der deutschen Soul- und Popsängerin Cassandra Steen. Es wurde am 3. Oktober 2014 veröffentlicht.

## Hintergrund
Für das Album arbeitete sie mit dem Produzenten Cristian Kalla (Crada) zusammen, der zuvor schon mit der Soulsängerin Alicia Keys zusammengearbeitet hat. Dieser schrieb zusammen mit dem deutschen Sänger Tim Bendzko die Texte. Mit Bendzko arbeitete Steen bereits 2013 bei dem Lied Unter die Haut zusammen, welches auf dem Album Am seidenen Faden veröffentlicht wurde. Ebenfalls arbeitete sie auch wieder mit Moses Pelham für den Song Zurück zusammen.

## Veröffentlichung
Als erste Single aus dem Album wurde am 19. September 2014 der Song Gewinnen veröffentlicht. Eine Woche später, am 26. September 2014 wurde die zweite und letzte Single Bessere Tage veröffentlicht. Der Song ist ein Duett mit Bendzko. Das Album erschien am 3. Oktober 2014 unter den Labeln Polydor und Island.

## Titelliste
| Nr.          | Titel                                | Autor(en)                          | Länge |
| ------------ | ------------------------------------ | ---------------------------------- | ----- |
| 1.           | Bleibt alles gleich                  | Christian Kalla, Tim Bendzko       | 4:05  |
| 2.           | Bessere Tage (featuring Tim Bendzko) | Kalla, Bendzko                     | 3:49  |
| 3.           | Blind                                | Kalla, Bendzko                     | 2:38  |
| 4.           | Gewinnen                             | Kalla, Bendzko                     | 3:35  |
| 5.           | Zu kalt                              | Kalla, Bendzko                     | 4:01  |
| 6.           | Weil ich auf der Suche bin           | Cassandra Steen, Kalla, Bendzko    | 3:38  |
| 7.           | Neubeginn                            | Kalla, Bendzko                     | 3:40  |
| 8.           | Du weisst das                        | Steen, Kalla, Bendzko              | 4:16  |
| 9.           | Spiegelbild                          | Steen, Kalla, Bendzko              | 3:47  |
| 10.          | Glück                                | Kalla, Bendzko, Michael Vajna      | 3:34  |
| 11.          | Nein                                 | Steen, Kalla, Bendzko, Daniel Russ | 3:18  |
| 12.          | Vergessen                            | Kalla, Bendzko                     | 3:58  |
| Gesamtlänge: | Gesamtlänge:                         | Gesamtlänge:                       | 43:52 |

| Nr.          | Titel                           | Länge |
| ------------ | ------------------------------- | ----- |
| 13.          | Immer noch                      | 3:37  |
| 14.          | Zurück (featuring Moses Pelham) | 5:10  |
| Gesamtlänge: | Gesamtlänge:                    | 52:39 |

## Chartplatzierungen
| ChartsChartplatzierungen | Höchstplatzierung | Wochen |
| ------------------------ | ----------------- | ------ |
| Deutschland (GfK)        | 42 (1 Wo.)        | 1      |